# Le Buisson-de-Cadouin
Buisson-de-Cadouin (lə bɥisɔ̃ də kadwɛ̃, oksyt. Lo Boisson de Cadonh) – miejscowość i gmina we Francji, w regionie Nowa Akwitania, w departamencie Dordogne.
Według danych na rok 1990 gminę zamieszkiwały 2003 osoby, a gęstość zaludnienia wynosiła 40 osób/km² (wśród 2290 gmin Akwitanii Buisson-de-Cadouin plasuje się na 213. miejscu pod względem liczby ludności, natomiast pod względem powierzchni na miejscu 118.).